# Nipponomontacuta actinariophila
Nipponommontacuta actinariophila ist eine Muschel-Art aus der Familie der Linsenmuscheln (Montacutidae). Die Art lebt kommensal mit der Seeanemone Halcampella maxima Hertwig, 1888 an den Küsten Südjapans. Nipponommontacuta actinariophila ist die Typusart und einzige Art der Gattung  Nipponommontacuta Yamamoto & Habe, 1961.

## Merkmale
Das kleine, gleichklappige, mäßig geblähte Gehäuse ist im Umriss elliptisch. Es wird bis 4,1 mm lang. Die Maße des Holotyps sind: 4,0 mm lang, 3,0 mm hoch und 1,8 mm dick (im Querschnitt). Es ist ungleichseitig, die nach schräg vorne eingerollten Wirbel liegen leicht vor der Mittellinie; sie überragen den Dorsalrand. Der Dorsalrand ist fast gerade. Der hintere Dorsalrand ist etwas länger als der vordere Dorsalrand und geht in den weit gerundeten Hinterrand über. Der vordere Dorsalrand setzt etwas tiefer an und geht mit einem (gerundeten) Knick in den etwas enger gerundeten Vorderrand über. Der Ventralrand ist flach gerundet.
Das Ligament liegt intern unter den Wirbeln. Die Schlossplatte ist vergleichsweise breit. In der linken Klappe sind zwei divergierende Kardinalzähne vorhanden, wobei der vordere Zahn kürzer ist, aber dafür kräftiger als der hintere Kardinalzahn. In der rechten Klappe passen Vorsprünge des Dorsalrandes in die Gruben zwischen den Kardinalzähne und dem Dorsalrand der linken Klappe. Der Mantelrand ist nicht eingebuchtet. Es sind zwei Schließmuskeln vorhanden. Der Gehäuseinnenrand ist glatt.
Die Schale ist rötlich, besonders die Wirbelregion ist intensiv gefärbt. Die Oberfläche ist mit dem braungelben Periostracum bedeckt, das aber besonders in der Wirbelregion hinfällig ist und meist schon abgeblättert ist. Vom Wirbel ziehen einige radiale Streifen zum vorderen Ventralrand, die besonders vom Periostracum markiert werden. Die Ornamentierung besteht aus feine Anwachsstreifen, die in Bereichen mit Wachstumsunterbrechungen etwas gröber werden.

## Geographische Verbreitung, Lebensraum und Lebensweise
Die Art ist bisher nur von wenigen Lokalitäten in den Küstengewässern des südlichen Japan gefunden worden, so vor Shirahama, Präfektur Wakayama, Honshū und vor Tomioka (heute Reihoku), und Amakusa, Präfektur Kumamoto, Kyūshū. Das Typusexemplar wurde an einer Felsküste gesammelt; die Tiefe ist nicht mitgeteilt.
Nipponomontacuta actinariophila lebt kommensal mit der Seeanemone Halcampella maxima Hertwig, 1888. Kommensalismus zwischen Muscheln und Seeanemonen sind selten. 2007 beschrieben Lennie Rotvit, Jørgen Lützen, Åse Jespersen, Thomas Fox mit Mysella gregaria eine weitere Art der Linsenmuscheln (Montacutidae), die mit einer leider artlich nicht bestimmten Seeanemone vergesellschaftet ist.

## Taxonomie
Gattung und Art wurden 1961 von Torao Yamamoto und Tadashige Habe aufgestellt. Die Gattung Nipponomontacuta ist bis jetzt monotypisch geblieben.

## Belege